# F1 2000 (jogo eletrônico)
F1 2000 é um jogo eletrônico de corrida baseado na Temporada de Fórmula 1 de 2000, foi desenvolvido pela Visual Sciences e publicado pela EA Sports. Foi lançado para PlayStation e Windows. A trilha-sonora contou com a música "Every You Every Me" da banda Placebo.

## Equipes e pilotos
- West McLaren Mercedes: Mika Häkkinen e David Coulthard;
- Scuderia Ferrari Marlboro: Michael Schumacher e Rubens Barrichello;
- Benson & Hedges Jordan: Heinz-Harald Frentzen e Jarno Trulli;
- Jaguar Racing: Eddie Irvine e Johnny Herbert;
- BMW Williams F1 Team: Ralf Schumacher e Jenson Button;
- Mild Seven Benetton Playlife: Giancarlo Fisichella e Alexander Wurz;
- Gauloises Prost Peugeot: Jean Alesi e Nick Heidfeld;
- Red Bull Sauber Petronas: Pedro Paulo Diniz e Mika Salo;
- Arrows F1 Team: Pedro de la Rosa e Jos Verstappen;
- Telefónica Minardi Fondmetal: Marc Gené e Gaston Mazzacane.
- Lucky Strike Reynard BAR Honda: Jacques Villeneuve e Ricardo Zonta;